# Moldenhawera floribunda
Moldenhawera floribunda là một loài thực vật có hoa trong họ Đậu. Loài này được Schrad. miêu tả khoa học đầu tiên.

## Hình ảnh

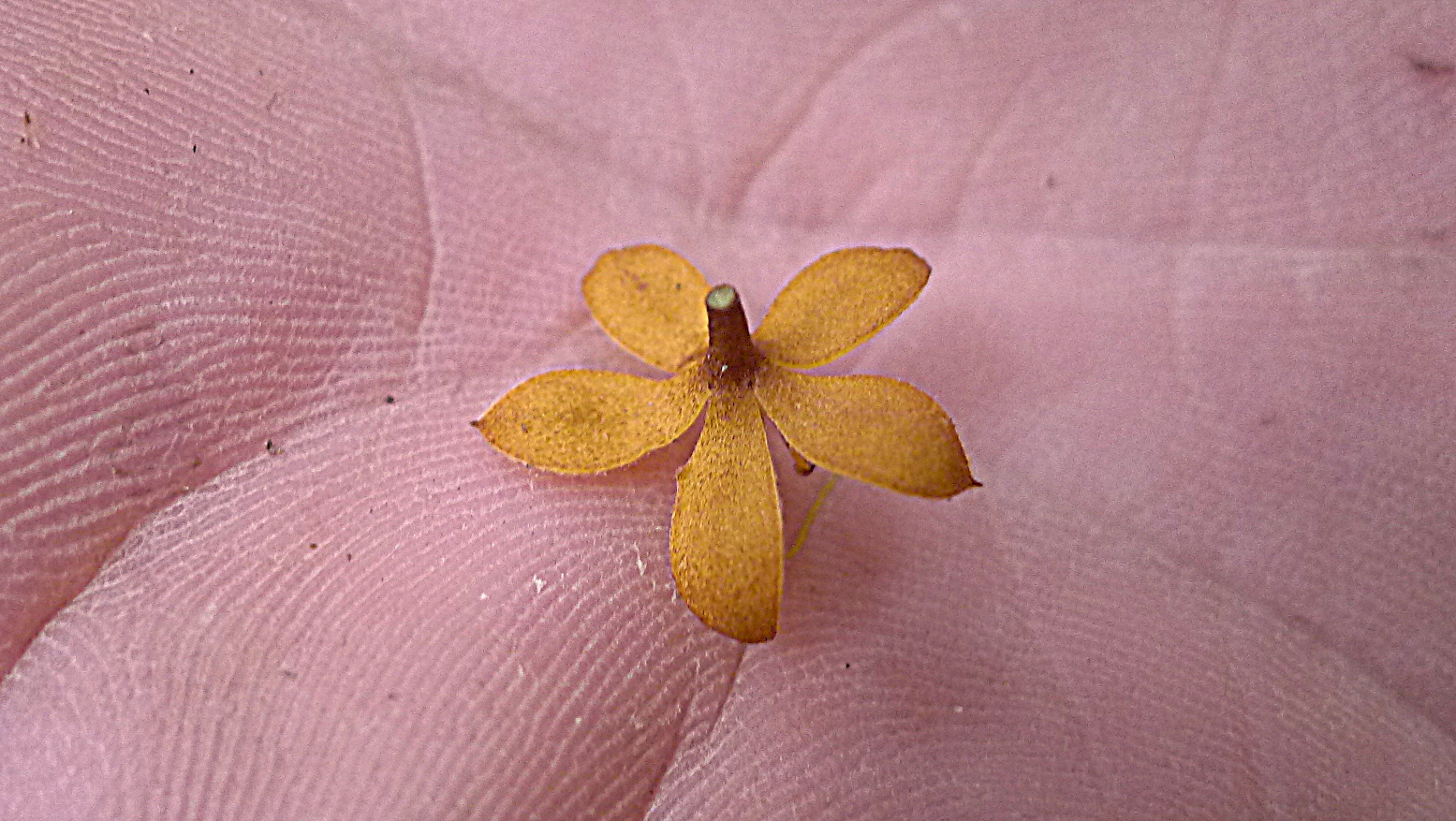
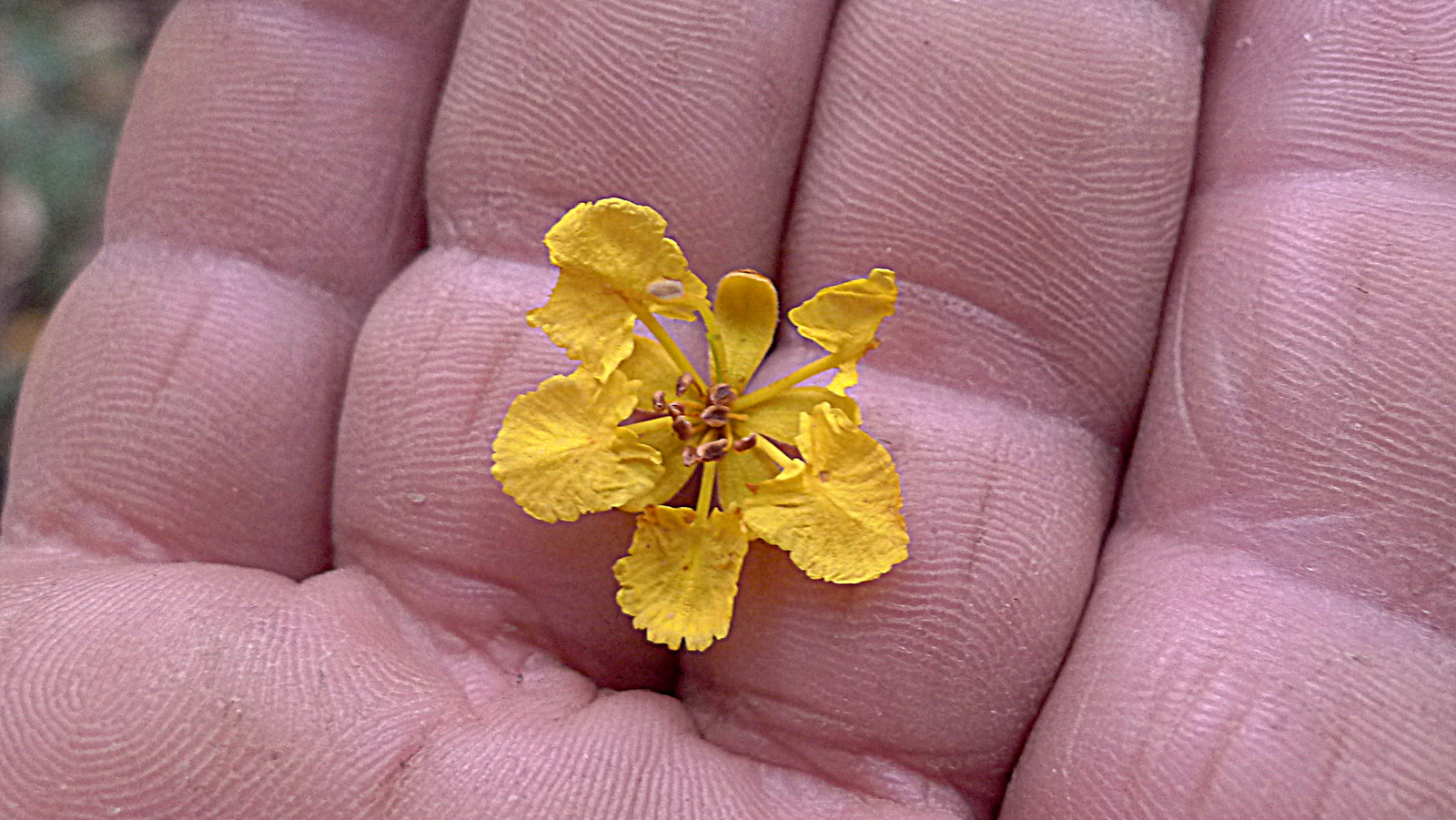
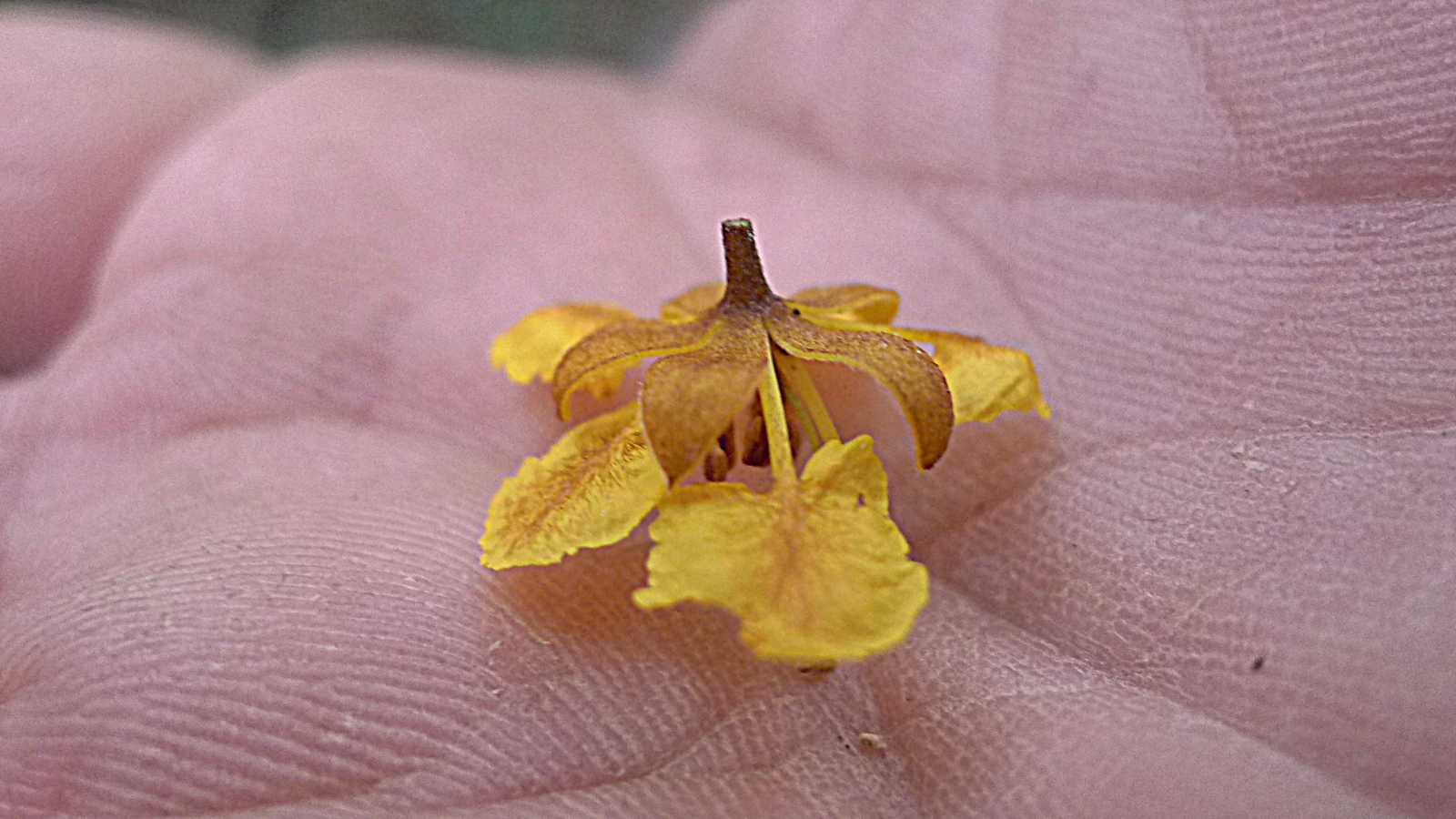
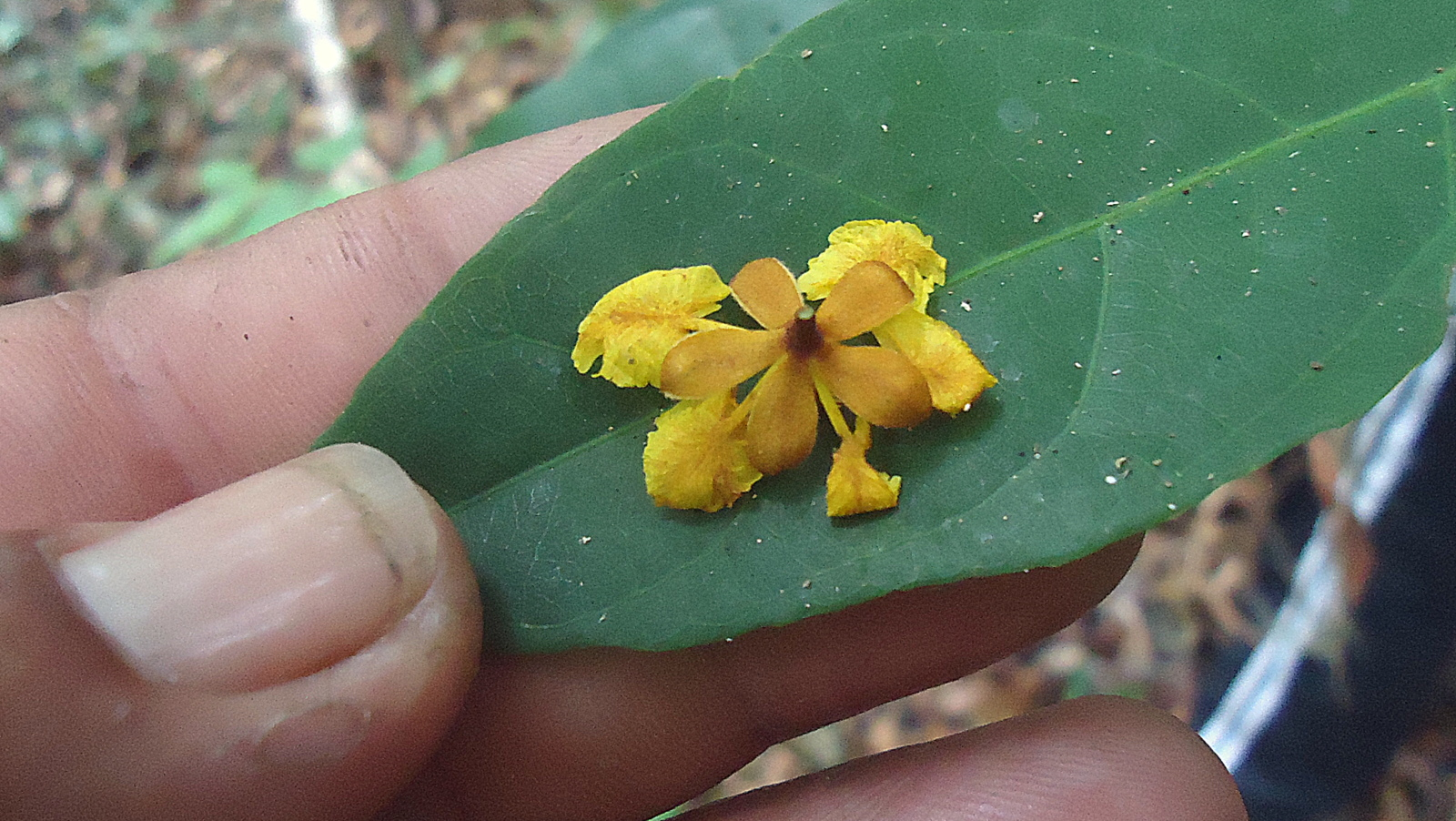